# Мазеппа (Пенсильвания)
Мазеппа (англ. Mazeppa) — невключённая территория в округе Юнион, штат Пенсильвания, США.
Поселение было основано Самюэлем Бойером и его женой Сарой, предположительно около 1886 года. Первоначальное название Бойертаун. Название Мазеппа поселению дал учитель Клеман Эдмундс в 1886 году, по произведению «Мазепа» лорда Байрона. В 1788 году в городе была построена первая мельница, которая функционировала до 1981 года. Через город Мазеппа проходит автомобильная дорога № 1001.